# La leggenda di Tarzan
La leggenda di Tarzan (The Legend of Tarzan) è una serie animata statunitense prodotta da Walt Disney Television Animation. La prima messa in onda della serie fu negli Stati Uniti nel settembre 2001. La serie è un sequel del classico Disney Tarzan.
In Italia è arrivata due anni dopo attraverso Disney Channel e Rai 2 e dal 2005 anche su Toon Disney.

## Trama
La serie si svolge subito dopo gli avvenimenti del primo film, e segue Tarzan, accompagnato dalla fidanzata Jane Potter e da tutti i suoi amici e famiglia della giungla affrontare nuove avventure e nuovi avversari .

## Personaggi

### Personaggi principali
- Tarzan: il protagonista della storia, sempre disposto ad aiutare e salvare gli altri, da sua moglie Jane, a cui è molto fedele, alla sua famiglia di gorilla. Grazie a quello che ha imparato da Jane e il professor Porter nel primo film, è diventato un uomo maturo e abbastanza colto, ma in quasi tutti gli episodi, impara qualcosa di nuovo sulla civiltà.
È doppiato in lingua originale da Michael T. Weiss e in italiano da Massimo Rossi.
- Jane Porter: la moglie di Tarzan. Coraggiosa, dolce e un po' maldestra, si abitua presto alla vita nella giungla e si trasferisce con Tarzan sulla casa sull'albero costruita dai defunti genitori del coniuge. Ha l'hobby della pittura. Col tempo impara sempre di più da Tarzan come muoversi tra gli alberi, anche se resterà sempre un po' goffa e molto meno brava del marito.
È doppiata in lingua originale da Olivia d'Abo e in italiano da Francesca Fiorentini.
- Prof. Archimedes Q. Porter: il padre di Jane e suocero di Tarzan. In questa serie, è molto più comico di come era nel film originale. Lavora e dorme all'accampamento costruito nel primo film, sicuramente per rispettare la privacy della figlia e il genero, e permette a Tantor di fargli da assistente nei suoi esperimenti e ricerche.
È doppiato in lingua originale da Jeff Bennett e in italiano da Ettore Conti.
- Kala: la gorilla che ha cresciuto Tarzan come un figlio. Dolce e saggia, si fida ciecamente di Tarzan e vuole molto bene a Jane.
È doppiata in lingua originale da Susanne Blakeslee e in italiano da Sonia Scotti.
- Terk: la migliore amica gorilla di Tarzan, si caccia spesso nei guai insieme all'elefante Tantor. A causa del suo atteggiamento da maschiaccio, molti gorilla e Tantor pensano che lei sia un maschio.
È doppiata in lingua originale da April Winchell e in italiano da Ilaria Stagni.
- Tantor: un fifone e schizzinoso elefante, amico di Tarzan e Terk. È molto legato a quest'ultima, chiama Jane "Signora Tarzan" e spesso fa da assistente al professore perché gli interessa molto la scienza. Pur essendo fifone, nasconde un grande coraggio che tira fuori quando i suoi amici sono in pericolo.
È doppiato in lingua originale da Jim Cummings e in italiano da Roberto Stocchi.
- Flynt e Mungo: due gorilla, membri della famiglia di Tarzan. Giocherelloni, a volte si mettono nei guai.
Flint è doppiato in lingua originale da Erik von Detten e in italiano da Nanni Baldini, mentre Mungo è doppiato in lingua originale da Jason Marsden e in italiano da Fabrizio Vidale.
- Booto: Capobranco dei rinoceronti. Poiché il suo branco viene scacciato dal suo territorio, per far spazio allo spaccio Dumont, decide di invadere il territorio dei gorilla. Alla fine Tarzan gli crea una nuova casa.
- Manù: piccolo babbuino, briccone, combina guai e buon amico di Tarzan e Jane. Non resiste alla tentazione di toccare oggetti umani, creando comiche situazioni.
È doppiato in lingua originale da Frank Welker.
- Hugo e Hooft: due comici e simpatici imbroglioni. Inizialmente erano nella legione straniera, sotto il comando di Staquait, ma disertarono in quanto, non volendo eseguire un suo ordine (bruciare un villaggio indigeno di donne e bambini), finirono ai lavori forzati. Alla fine lavoreranno per il signor Dumont e faranno amicizia con Tarzan. Quando Staquait ritorna e li fa incarcerare insieme a Tarzan, i tre evadono, ma Tarzan viene catturato. Nonostante sembrasse che Hugo e Hooft lo avessero abbandonato, i due torneranno per salvare Tarzan dall'esecuzione, purtroppo fallendo, ma verranno in seguito liberati, insieme a Tarzan, grazie al signor Dumont.
Hugo è doppiato in lingua originale da Dave Thomas, mentre Hooft da Joe Flaherty.
- Jabari: cucciolo d'elefante, appartenente a un branco aggregatosi a quello di Tantor. È fissato con l'igiene, cosa che lo mette in comune con Tantor, il quale gli fa da insegnante sui pericoli della giungla.
È doppiato in lingua originale da Taylor Dempsey e in italiano da Letizia Ciampa.
- Dania: Femmina di elefante di cui Tantor si invaghisce. Tuttavia, quando lei chiede a Tantor di liberarsi di Terk, questi si rifiuta e rompe la relazione.
È doppiata in lingua originale da Kathy Najimy.
- Capo Keewazi: Capo della tribù indigena dei Waziri. Alcuni uomini hanno avvelenato il fiume del suo villaggio che soffre per questo. Quando conosce Tarzan e constata che è vissuto come creatura della giungla accetta il suo aiuto.
È doppiato in lingua originale da James Avery.
- Basuli: Figlio di Keewazi e futuro capo della tribù. Non si fida di Tarzan, perché è simile agli uomini che hanno avvelenato il fiume del suo villaggio, ma alla fine lo riconoscerà come amico. I due hanno anche una sorta di amichevole rivalità, essendo entrambi abili combattenti.
È doppiato in lingua originale da Phil LaMarr e in italiano da Massimiliano Manfredi.
- Naoh: Apparsa nell'episodio 31, è una Waziri, sposa di Basuli l'amico di Tarzan.
È doppiata in lingua originale da Dawnn Lewis.
- Mojo: un gorilla della famiglia di Tarzan. Ritenendolo più attaccato alla sua compagna, che alla famiglia, lo sfida per diventare capo. Quando capisce il suo sbaglio si riappacifica e gli restituisce il comando, dicendo di non essere ancora pronto per essere un capo e di voler imparare da Tarzan.
È doppiata in lingua originale da Neil Patrick Harris e in italiano da Roberto Draghetti.
- Renard Dumont: ricco magnate francese, scaltro e opportunista, ma non cattivo, infatti non tenta mai di fare del male né a uomini né ad animali. Viene in Africa in cerca di affari stabilendo il suo spaccio sulla spiaggia. Ha un rapporto difficile con Tarzan, ma comunque rispettoso e ha anche un debole per Jane, sebbene più dovuto a galanteria che ad un vero interesse. Nonostante alcuni contrasti con Tarzan, i due riescono ad avere infine un buon rapporto civile, tanto che quando Tarzan rischia di essere giustiziato in prigione è grazie ad una sua idea da lui stesso messa in atto che Tarzan viene salvato, scagionato e liberato.
È doppiato in lingua originale da René Auberjonois e in italiano da Oreste Rizzini.
- Hazel, Greenly e Eleanor: amiche d'infanzia di Jane. Inizialmente venute in Africa perché temevano che l'"uomo selvaggio" di cui aveva parlato loro il capitano avesse fatto del male a Jane, dopodiché ritengono Jane una donna diventata troppo rozza rispetto alla gentildonna che era prima, anche in virtù dell'uomo che ha sposato. Dopo essere state salvate da Tarzan però diventano delle ammiratrici di quest'ultimo e si salutano amichevolmente con Jane.
Sono doppiate in lingua originale da Tara Strong (Hazel), Grey DeLisle (Greenly) e Nicollette Sheridan (Eleanor).

### Personaggi secondari
- Bob Markham: un ricco e vedovo industriale che inizialmente fa distruggere gli alberi della giungla per ricavare il legname, ma quando le sue macchine diffondono un virus mortale che colpisce i suoi lavoratori e soprattutto sua figlia, aiuta Tarzan a trovare una cura.
È doppiato in lingua originale da Mark Harmon e in italiano da Saverio Indrio.
- Abigail "Abby" Markham: la piccola figlia di Markham. Dolce, giocherellona e molto legata al padre, si affeziona subito a Tarzan e Jane. Viene colpita anche lei dal virus mortale diffuso accidentalmente dalle macchine di suo padre, ma grazie a lei, verrà trovato l'ultimo ingrediente per l'antidoto contro il virus.
È doppiata in lingua originale da Nicolette Little.
- Gobu: un gorilla di un'altra famiglia. Fa subito amicizia con Tarzan e si infatua di Terk, ricambiato. Invita Tarzan a conoscere la sua famiglia, ma è una trappola: Tublat, infatti, si è appropriato della famiglia di Gobu, uccidendo il capo della comunità, e servendosi di lui, ha attirato Tarzan per catturarlo. Alla fine, Gobu si ribella e guida una ribellione contro Tublat, il quale viene cacciato dalla comunità e Gobu diventa il nuovo capo.
È doppiato in lingua originale da Tate Donovan.
- Zutho: un mandrillo che Tarzan, Terk e Tantor hanno conosciuto quando erano piccoli. A causa sua, Tarzan ha causato un incendio in una parte della giungla, ma fortunatamente un temporale ha spento il fuoco. Zutho promise a Tarzan di non dire niente a Kala in cambio di un favore, ma Jane convincerà il marito a dire la verità a sua madre e sarà Zutho ad essere punito dalla saggia gorilla.
È doppiato in lingua originale da Jason Alexander.
- Gozan e Hungo: due mandrilli amici di Zutho, a differenza sua, tuttavia, risultano meno subdoli e ben più ottusi. Il primo è obeso, mentre il secondo ha una corporatura più simile a quella di Zutho, ma il suo pelo è di colore più chiaro.
- Edgar Rice Burroughs: nella realtà, è l'autore delle avventure di Tarzan. Nella serie, è alla ricerca di ispirazione e intervista varie persone che gli raccontano di Tarzan, compreso quest'ultimo e alla fine scrive il suo più grande successo, Tarzan delle scimmie.
È doppiato in lingua originale da Steven Weber e in italiano da Pasquale Anselmo.

### Antagonisti
- Tublat: un enorme gorilla. Un tempo era parte della famiglia del defunto Kerchak, ma venne cacciato, perché di indole aggressiva verso tutti e perché sfidò Kerchak stesso per diventarne il capo, venendo sconfitto. Dopo molto tempo, ritorna per impadronirsi della famiglia, ora protetta da Tarzan. Viene spesso sconfitto da Tarzan che però, nonostante l'odio reciproco, lo salverà in un'occasione da Niels e Merkus.
È doppiato in lingua originale da Keith David.
- Regina La: sovrana di Opar, città da lei stessa creata. Tanto bella quanto infida, trae il suo potere da un bastone magico. Ha come servi dei leopardi antropomorfi, chiamati Uomini-Leopardo, i quali la odiano, ma sono costretti a servirla. Si infatua di Tarzan ed è decisa a farne il suo sposo, ma questi la sconfiggerà in più di un'occasione. Alla fine viene sconfitta da Jane Porter che distrugge il bastone magico e libera i leopardi che erano costretti sotto il suo comando. In seguito ritornerà come spirito e ruberà il corpo di Jane. Tarzan allora si sacrificherà permettendole di prendere il suo corpo, ma infine finirà intrappolata nel corpo di un topo. In tale occasione si scoprirà che in passato faceva parte della tribù Waziri.
È doppiata in lingua originale da Diahann Carroll.
- Samuel T. Philander: scienziato inglese rivale del Professor Porter. In realtà non fa altro che rubargli le invenzioni e le scoperte, attribuendosi il merito, ma viene sconfitto e umiliato in più di un'occasione.
È doppiato in lingua originale da Craig Ferguson.
- Tenente Colonnello Jean Staquait: un ufficiale superiore, al comando di un reggimento della legione straniera francese. Uomo marziale, astuto e spietato, dà la caccia a Hugo e Hooft, in quanto suoi subordinati e disertori. Dopo aver catturato sia loro sia Tarzan si appresta a farli decapitare, ma fallisce e rinuncia a inseguirli, poiché Jane lo denuncia di fronte al magistrato che fa scarcerare i tre. In realtà il magistrato non era altri che Dumont travestitosi proprio per liberare i tre. Nella serie di romanzi, è uno dei nemici principali di Tarzan.
È doppiato in lingua originale da Jim Cummings e in italiano da Massimo Lodolo.
- Nuru e Sheeta: Due pantere nere antagonisti principali di un episodio. Sono una coppia di esemplari temibili, spaventosi e muti. Uccidono le loro prede con i loro potenti attacchi. Si riconosce Nuru da Sheeta in quanto leggermente più grosso. Le due pantere hanno dimensioni notevolmente diverse, sebbene non si sappia se siano una coppia o solo parenti (nella serie non viene mai affermato se una è maschio e l'altra è femmina o se entrambe sono dello stesso sesso). È anche possibile, date le differenze di dimensioni, che Nuru sia il genitore di Sheeta.
- Mabaya: Un elefante costantemente in preda alla rabbia chiamato anche "solitario", temuto da tutti gli animali della giungla. Lo si riconosce dagli occhi rossi e da una zanna spezzata. Attacca chiunque senza alcun motivo e le sue origini sono ignote. Viene sconfitto da Tantor in uno dei suoi più eccezionali atti di coraggio.

## Riconoscimenti
- 2002 - Daytime Emmy Awards[1]
  - Candidatura all'Outstanding Special Class Animated Program
- 2002 - Environmental Media Awards[2]
  - Children's Animated (episodio 21)
- 2002 - Motion Picture Sound Editors
  - Candidatura al Best Sound Editing in Television - Animation (episodio 16)
  - Candidatura al Best Sound Editing in Television - Music, Episodic Animation (episodio 16)